# Stoneana separatus
Stoneana separatus är en insektsart som beskrevs av Delong 1943. Stoneana separatus ingår i släktet Stoneana och familjen dvärgstritar. Inga underarter finns listade i Catalogue of Life.